# حساء الرمان
حساء الرمان أو شوربة الرمان هو طعام إيراني وعراقي يُصنع من شراب الرمان وبذوره، الباذلاء الصفراء، أوراق النعناع، توابل وإضافات أخرى.
يعرف في إيران باسم آش انار ويعرف في العراق باسم شوربة رمان.